# Раян Тейлор
Раян Тейлор (англ. Ryan Taylor, нар. 19 серпня 1984, Ліверпуль) — англійський футболіст, лівий захисник клубу «Галл Сіті».
Також відомий виступами за клуби «Транмер Роверз», «Віган Атлетік» та «Ньюкасл Юнайтед», молодіжну збірну Англії.

## Клубна кар'єра
У дорослому футболі дебютував 2002 року виступами за команду клубу «Транмер Роверз», в якій провів три сезони, взявши участь у 98 матчах чемпіонату. Більшість часу, проведеного у складі «Транмер Роверз», був основним гравцем захисту команди.
Своєю грою за цю команду привернув увагу представників тренерського штабу клубу «Віган Атлетік», до складу якого приєднався 2005 року. Відіграв за клуб з Вігана наступні чотири сезони своєї ігрової кар'єри.
До складу клубу «Ньюкасл Юнайтед» приєднався 2009 року. Наразі встиг відіграти за команду з Ньюкасла 78 матчів в національному чемпіонаті.

## Виступи за збірну
2005 року  залучався до складу молодіжної збірної Англії. На молодіжному рівні зіграв у 4 офіційних матчах.